# Sparkassen-Erzgebirgsstadion
O Sparkassen-Erzgebirgsstadion é um estádio de futebol, instalado na cidade de Aue (Saxônia). Ele sedia os jogos do Fußball Club Erzgebirge Aue clube da cidade. A capacidade é de (15.690) espectadores atualmente, incluindo (9.390) cadeiras e (6.300) lugares em pé. Os assentos são todos cobertos.